# Yaganbihaeng
Yaganbihaeng (야간비행?, anche noto come Night Flight) è un film sudcoreano del 2014 diretto, sceneggiato e prodotto da Leesong Hee-il. È stato presentato in anteprima mondiale nella sezione Panorama alla 64ª edizione del Festival internazionale del cinema di Berlino il 7 febbraio 2014 ed è stato distribuito nelle sale sudcoreane il 28 agosto 2014. È stato inoltre proiettato al Torino GLBT Film Festival.

## Trama
Tre adolescenti, Shin Yong-joo, Han Ki-woong e Ko Ki-taek, erano i migliori amici alle scuole medie. Ora che sono alle superiori Yong-joo e Ki-taek sono ancora in buoni rapporti mentre Ki-woong è diventato uno dei combattenti più forti della scuola e il capo di una banda di bulli (Sung-jin).
Sotto l'intensa pressione per entrare in una prestigiosa università (perché sua madre è single e finanziariamente in difficoltà) Yong-joo sviluppa una relazione improbabile con Ki-woong, che cerca di staccarsi dai Sung-jin. Ma quando Ki-taek viene a sapere che Yong-joo è gay ordisce una vendetta contro di lui e lo tradisce per unirsi alla banda al fine di ostracizzarlo, dicendo loro che Yong-joo ha amato Ki-woong per anni.

## Produzione
Leesong Hee-il, il regista, ha dichiarato di aver preso l'idea del film da un video della CCTV che mostrava uno studente delle superiori che piangeva in un ascensore poco prima di suicidarsi. Dopo averlo visto Leesong ha deciso di girare il film per esplorare l'omosessualità in adolescenza al fine di affrontare la disumanizzazione che affrontano gli omosessuali per sopravvivere al bullismo e alla violenza che vivono a scuola.

## Accoglienza

### Incassi
Il film ha incassato complessivamente 65.553 dollari americani.

## Riconoscimenti
- CinemAsia Film Festival - 2014
  - Vinto - premio della giuria
- Five Flavours Asian Film Festival - 2014
  - Candidatura - miglior film (Hee-il Leesong)
- Wildflower Film Awards - 2015
  - Candidatura - miglior regista (Leesong Hee-il)
  - Candidatura - miglior attore (Kwak Si-yang)
  - Candidatura - miglior attore (Lee Jae-joon)